# Calectasia gracilis
Calectasia gracilis là một loài thực vật có hoa trong họ Dasypogonaceae. Loài này được Keighery mô tả khoa học đầu tiên năm 2001.